# Dźwirzyno
Dźwirzyno is een plaats in het Poolse district  Kołobrzeski, woiwodschap West-Pommeren. De plaats maakt deel uit van de gemeente Kołobrzeg en telt 580 inwoners.